# Magoty gibraltarskie

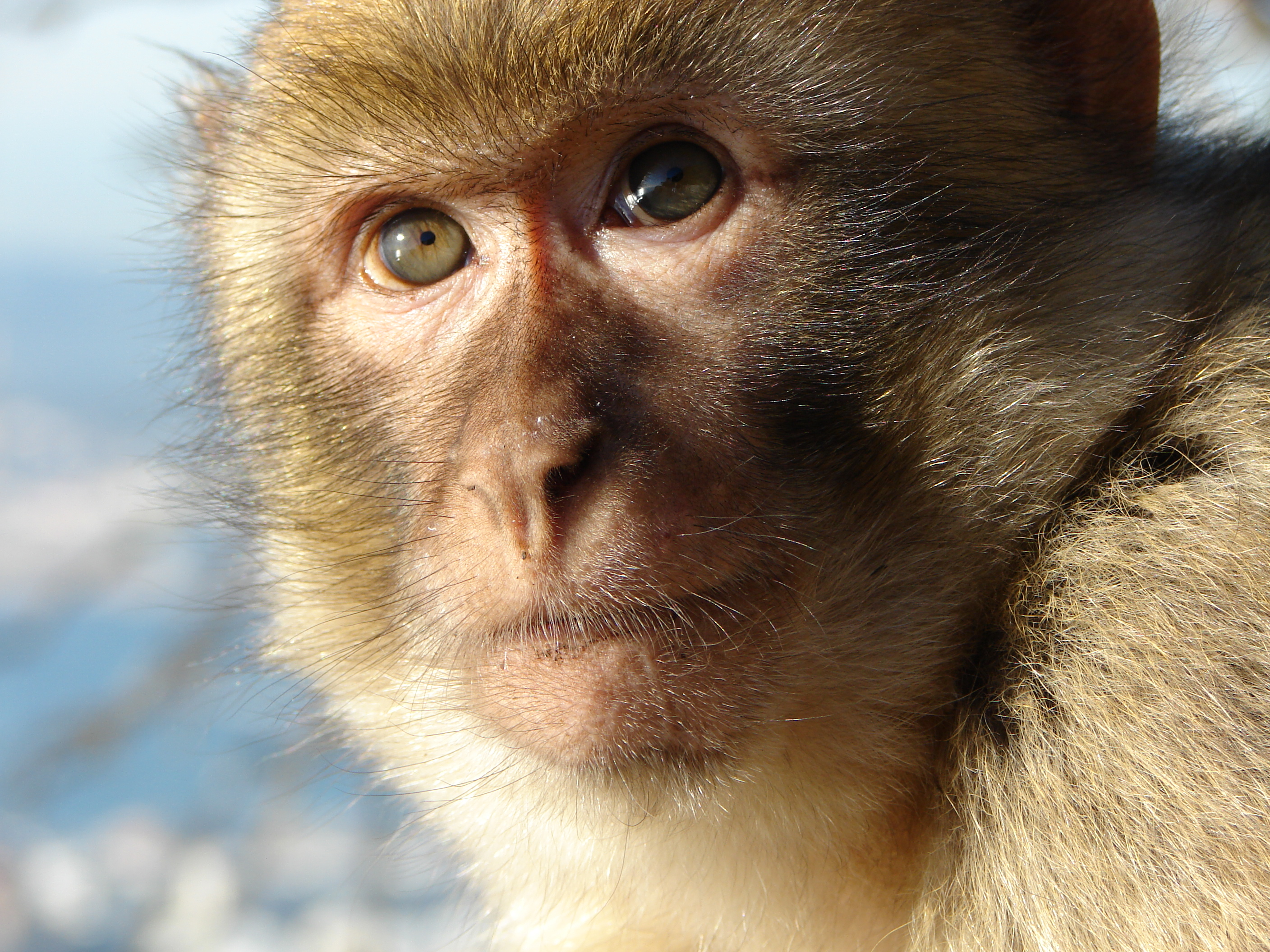
Młody magot gibraltarski z jednej z pięciu rodzin żyjących na Gibraltarze

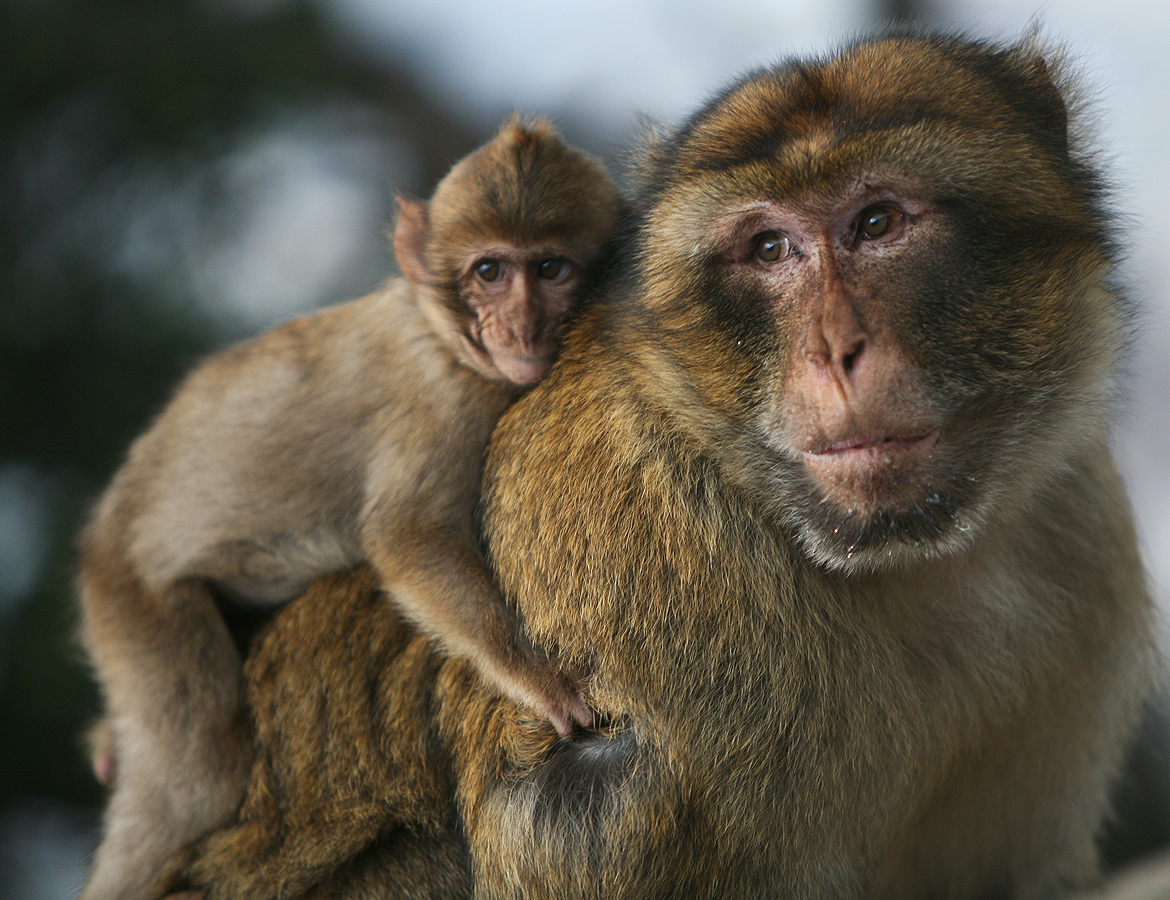
Samiec magota z młodym

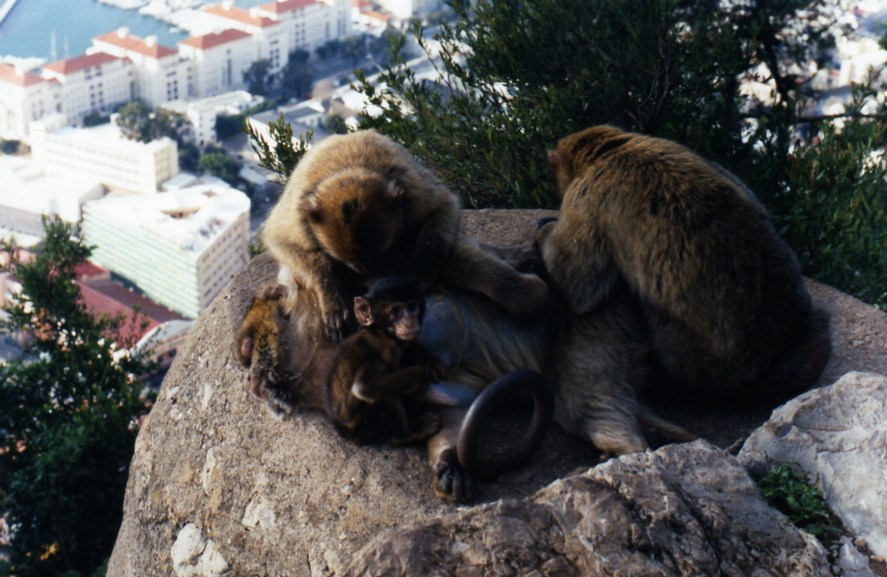
Rodzina z młodymi na Skale Gibraltarskiej

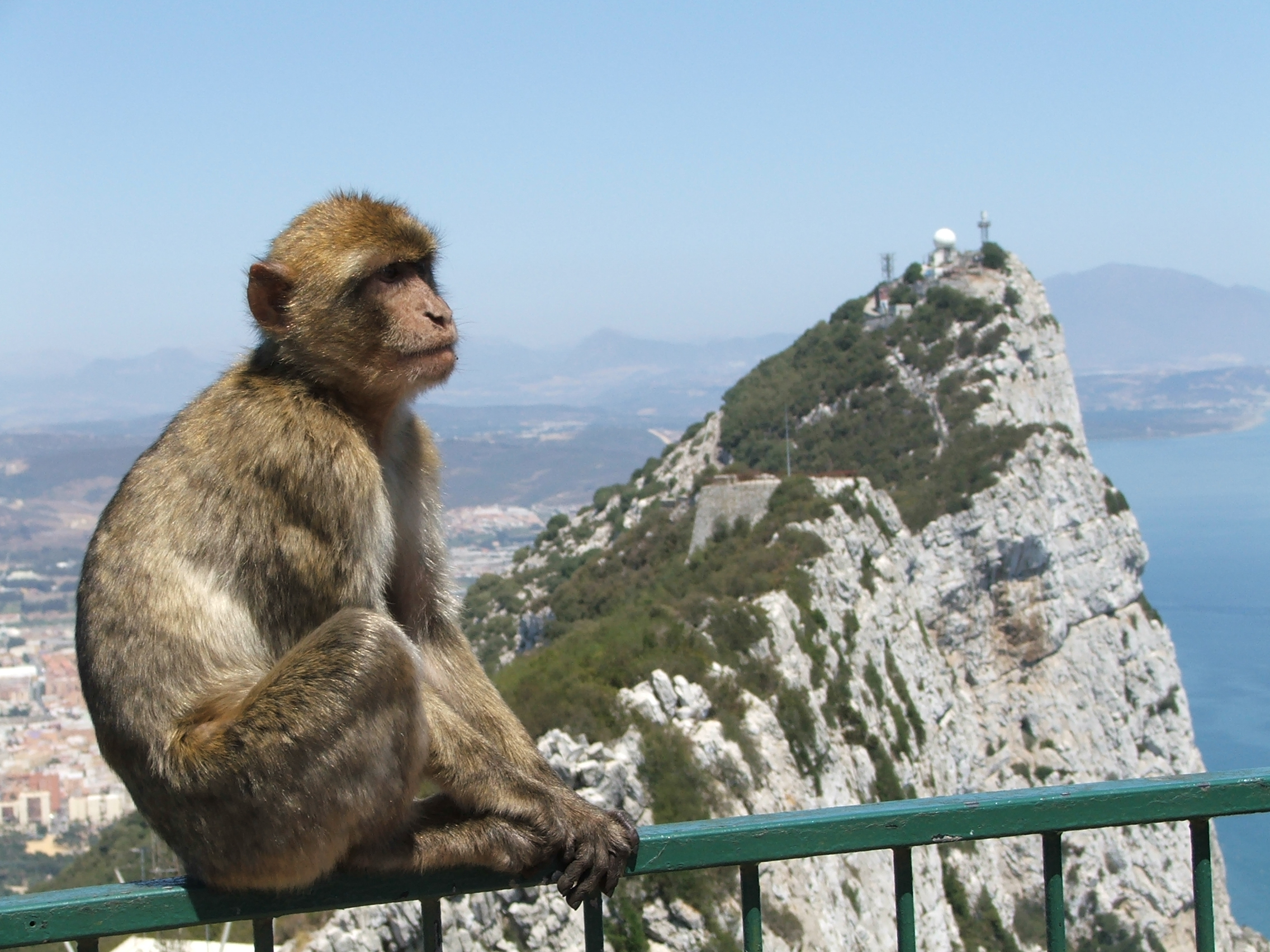
Magot na poręczy. W tle widoczna Skała Gibraltarska

Magoty gibraltarskie – niewielka, półdzika populacja małp gatunku makak berberyjski (Macaca sylvanus) żyjąca na Gibraltarze. Jest to jedyna żyjąca w stanie wolnym populacja małp na kontynencie europejskim. Magotom grozi wyginięcie również w Afryce Północnej (ogół światowej populacji), gdzie ich liczebność wynosi od 12 do 20 tysięcy. Na Gibraltarze żyje obecnie ok. 230 osobników w pięciu odrębnych stadach; większość z nich zamieszkuje rezerwat przyrody znajdujący się w górnych partiach Skały Gibraltarskiej. Ze względu na brak ogona część mieszkańców tej kolonii brytyjskiej nazywa je Barbary Apes lub Rock Apes, mimo że nie należą one do małp człekokształtnych, podczas gdy inni używają hiszpańskiego słowa monos (co odnosi się do małp).
Magoty są nieoficjalnie uważane za symbol Gibraltaru.

## Pochodzenie
Część naukowców jest zdania, że gibraltarskie magoty zostały sprowadzone do Gibraltaru przez Maurów, którzy zajmowali południowe obszary Półwyspu Iberyjskiego, w tym znaczną część Hiszpanii i Portugalii w latach 711–1492. Przypuszczalnie małpy te były przez Maurów traktowane jako zwierzęta domowe.
Według innej teorii magoty Gibraltaru mogą stanowić resztkę populacji, która zamieszkiwała południową Europę w dobie pliocenu, a więc od około 5 milionów lat temu.
Jedno jest pewne: magoty zamieszkiwały Skałę Gibraltarską na długo przed pojawieniem się tam Brytyjczyków w roku 1704. W 1610 historyk hiszpański Portillo pisał:
A teraz porozmawiajmy o innych żywych istotach, które żyją na tej skale, są to małpy, które można nazwać prawdziwymi jej posiadaczami od niepamiętnych czasów, a które żyją w większości na wschodnich stokach, gdzie dostęp jest niemal niemożliwy.
W roku 1782 inny hiszpański historyk, Ayala, napisał tak:
Ani najazd Maurów, Hiszpanów czy Anglików, ani kule czy kartacze nie potrafiły ich zniszczyć.

## Turystyka
Magoty są uznawane za jedną z głównych atrakcji turystycznych Gibraltaru. Najbardziej znane i skore do kontaktów z ludźmi jest stado zamieszkujące w Małpiej Kryjówce (ang. The Apes' Den) przy Wrotach Królowej (ang. Queen's Gate). Tu najczęściej małpy zbliżają się do ludzi, a nawet wskakują im na ramiona, co wywołuje bardzo różne reakcje. Przestraszony lub rozgniewany magot może ugryźć lub podrapać człowieka.
Częste i bliskie kontakty małp z turystami spowodowały zmianę ich stylu bycia i coraz silniejsze uzależnienie od ludzi. Z tego powodu karmienie magotów na Gibraltarze zostało zakazane i jest obecnie ścigane przez prawo; złamanie zakazu jest karane mandatami w wysokości do 500 funtów gibraltarskich.

## Opieka wojskowa

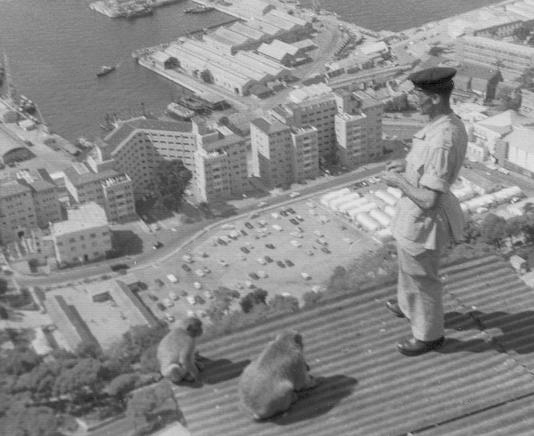
Sierż. Alfred Holmes z dwoma Magotami gibraltarskimi

Magoty z Gibraltaru od roku 1915 aż po 1991 znajdowały się pod opieką British Army, a później Pułku Gibraltarskiego, które zajmowały się kontrolą populacji, początkowo składającej się z jednej tylko rodziny. Wojsko wyznaczało oficera lub podoficera odpowiedzialnego za opiekę nad magotami, a także za dostarczanie im owoców, warzyw i orzechów. Działalność ta była oficjalnie wpisana w budżet jednostki. Każde narodziny były odnotowywane, każda nowa małpka otrzymywała imię gubernatora, generała lub innych wyższych oficerów. Chora lub zraniona małpa trafiała do szpitala Royal Navy, gdzie była traktowana jak każdy marynarz. Po wycofaniu się garnizonu brytyjskiego jego rolę przejął urząd gubernatora Gibraltaru.

## Obecne środki ochrony
Dzisiaj małpami zajmuje się Gibraltarskie Towarzystwo Historii Naturalnej i Ornitologii (ang. Gibraltar Ornithological and Natural History Society, GONHS), zaś opiekę medyczną zapewnia Klinika Weterynaryjna Gibraltaru (ang. Gibraltar Veterinary Clinic, GVC). Magoty otrzymują codziennie: świeżą wodę, warzywa, owoce i ziarno jako dodatek do ich naturalnego pożywienia w postaci: liści, oliwek, kłączy, korzeni i kwiatów. Rocznie przeprowadza się spis i badania medyczne. Każde zwierzę ma wytatuowany numer i wszczepiony microchip w celu identyfikacji. Wszystkie małpy są fotografowane, a zdjęcia te są zamieszczane w katalogach GONHS.

## Legenda
Jednym z powodów ustanowienia na początku XX wieku zorganizowanej ochrony stada była troska o morale załogi wojskowej. Wśród żołnierzy krążyła bowiem legenda, w myśl której obecność Brytyjczyków na półwyspie ma trwać dopóty, dopóki żyją na nim magoty. W roku 1942 (podczas II wojny światowej), gdy populacja zmalała do siedmiu osobników, brytyjski premier Winston Churchill nakazał, by ich liczbę natychmiast uzupełniono małpami z Algierii.